# Boidié
Boidié è un comune rurale del Mali facente parte del circondario di Barouéli, nella regione di Ségou.